# Cantó de Châteaubourg
El cantó de Châteaubourg (bretó Kanton Kastell-Bourc'h) és una divisió administrativa francesa situat al departament d'Ille i Vilaine a la regió de Bretanya.

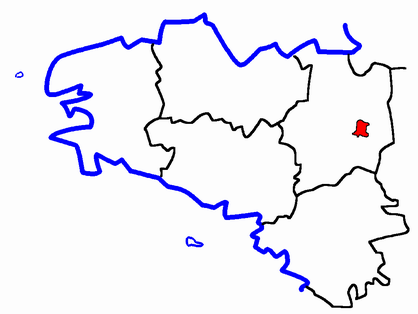
Situació del cantó

## Composició
El cantó aplega 6 comunes :
| Nom francès            | Nom bretó           | Població | km²    | Codi Postal | Codi INSEE |
| Châteaubourg           | Kastell-Bourc'h     | 4.877    | 28,60  | 35220       | 35068      |
| Domagné                | Dovanieg            | 1.633    | 29,00  | 35113       | 35096      |
| Louvigné-de-Bais       | Louvigneg-Baez      | 1.411    | 15,37  | 35680       | 35161      |
| Ossé                   | Oc'heg              | 772      | 8,99   | 35410       | 35209      |
| Saint-Didier           | Sant-Ider           | 1.275    | 14,14  | 35220       | 35264      |
| Saint-Jean-sur-Vilaine | Sant-Yann-ar-Gwilen | 873      | 10,73  | 35220       | 35283      |
| Cantó                  | Kastell-Bourc'h     | 10.841   | 106,83 | -           | 3506       |

## Evolució demogràfica
| 1962  | 1968  | 1975  | 1982  | 1990  | 1999   |
| ----- | ----- | ----- | ----- | ----- | ------ |
| 6.467 | 6.553 | 6.887 | 8.227 | 9.199 | 10.841 |

## Història
| Data d'elecció                           | Identitat     | Partit | Qualitat |
| ---------------------------------------- | ------------- | ------ | -------- |
| 2004-                                    | Michel Pigeon | UDF    |          |
| les dades anteriors no són pas conegudes |               |        |          |
|                                          |               |        |          |